# 沭水县
沭水县是抗日战争时期中国共产党在山东抗日根据地设置的县。位于莒南县、临沭县和临沂县3县交界处，地跨沭河，面积1200平方公里，人口25万。

## 历史
1940年10月中旬，八路军山东纵队第二旅第五团团长刘涌率部从十字路西进控制临沂县五区（包括板泉崖（今莒南县板泉镇）、洪瑞（今河东区郑旺镇北）、朱仓等沭河以东地区。沟通了滨海和鲁南根据地的联系。1940年11月22日成立了板泉（临沂五区）抗日民主区政府。1940年冬，滨海地委在此成立临东工委。1941年2月7日，在韩家村（今临沭县青云镇韩家村）成立临东行署（县级），全县划为板泉、新建、兴云、青云、苍山、朱仓(后改称玉山)、石河、洪瑞（今郑旺镇、汤和镇一带）等8个区。1943年10月5日洪瑞区公所成立。1944年增划汤河区。1944年10月相公庄以东地区解放后又增建临东区。
1945年9月，滨海区党委决定撤销沭水县：洪瑞、汤河、临东3个区划属临沂县，青云、苍山、玉山和石河区南部划属临沭县，板泉、新建、兴云和石河区北部划属莒南县。

## 纪念
山东滨海区抗日根据地沭水县纪念馆：位于山东省莒南县板泉镇东高榆村。2021年3月动工，同年四月底建成。